# BMW C evolution

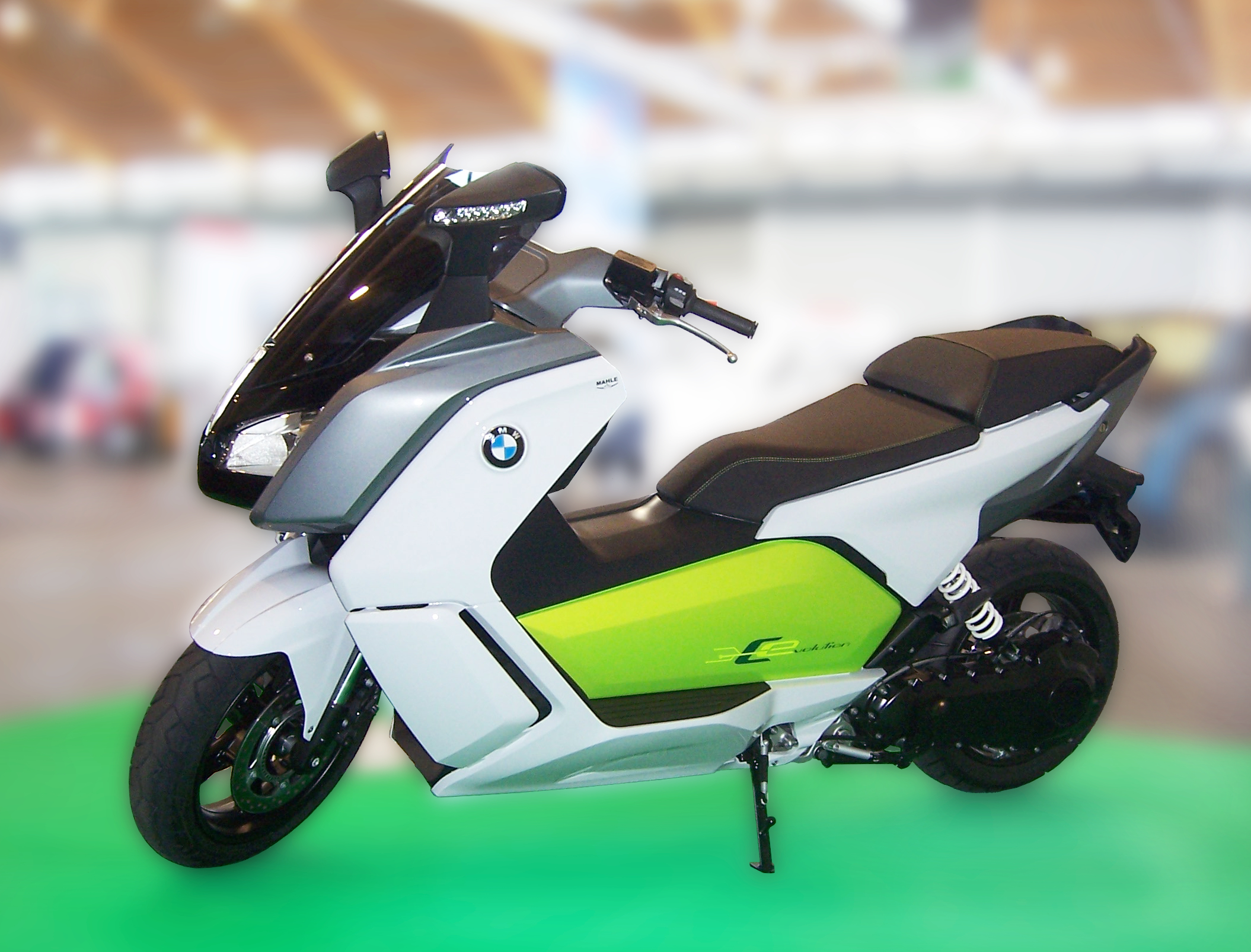
BMW C evolution

Der BMW C evolution ist ein Elektromotorroller des deutschen Motorradherstellers BMW, von dem 2012 eine Kleinserie produziert und der von 2014 bis 2020 im BMW Motorradwerk Berlin gebaut wurde.

## Geschichte
Die erste Stufe der Entwicklung war 2011 das Konzeptfahrzeug BMW E-Scooter. Wenig später entstand als zweite Stufe die korrespondierende Designstudie BMW Concept e.
Der BMW C evolution war als dritte Stufe der Entwicklung ein weitgehend seriennaher Prototyp, von dem 2012 zuerst eine Kleinserie produziert wurde. Fünf dieser Prototypen stellte BMW während der Olympischen Sommerspiele 2012 in London der Presse zur Verfügung.
Im September 2013 kündigte BMW die Serienproduktion für das Frühjahr 2014 an. Im April 2014 begann die Produktion mit zehn Rollern pro Tag.
Auf dem Autosalon Paris 2016 zeigte BMW mit dem C Evolution Long Range eine Version des Rollers mit neuen Akku-Zellen mit 94 Ah statt bis dahin 60. Dadurch stieg die angegebene Reichweite auf bis zu 160 km. Außerdem wurde die Dauerleistung des Motors auf 19 kW angehoben.
Anfang Juli 2021 präsentierte BMW mit dem BMW CE 04 ein Nachfolgemodell. Etwa 8.000 Exemplare wurden produziert.

## Technik
Mit dem BMW i3 teilt sich der Maxi-Scooter die Technologie des Akkus. Die Akkus sind ausschließlich luftgekühlt.
Der fast geräuschlose Roller verfügt über vier Fahrmodi: „Road“, „Dynamic“, „Sail“ und „Eco Pro“. Im Modus „Eco Pro“ wird die Beschleunigung spürbar reduziert, dafür steigt die Reichweite auf ca. 120 km. Im „Road“-Modus stehen volle Beschleunigung und 50 % der maximalen Nutzbremse zur Verfügung, bei „Dynamic“ volle Beschleunigung und maximale Rekuperation und bei „Sail“ volle Beschleunigung und keine Rekuperation. Der Roller rollt dann ohne die Motorbremse aus.

### Fahrwerk

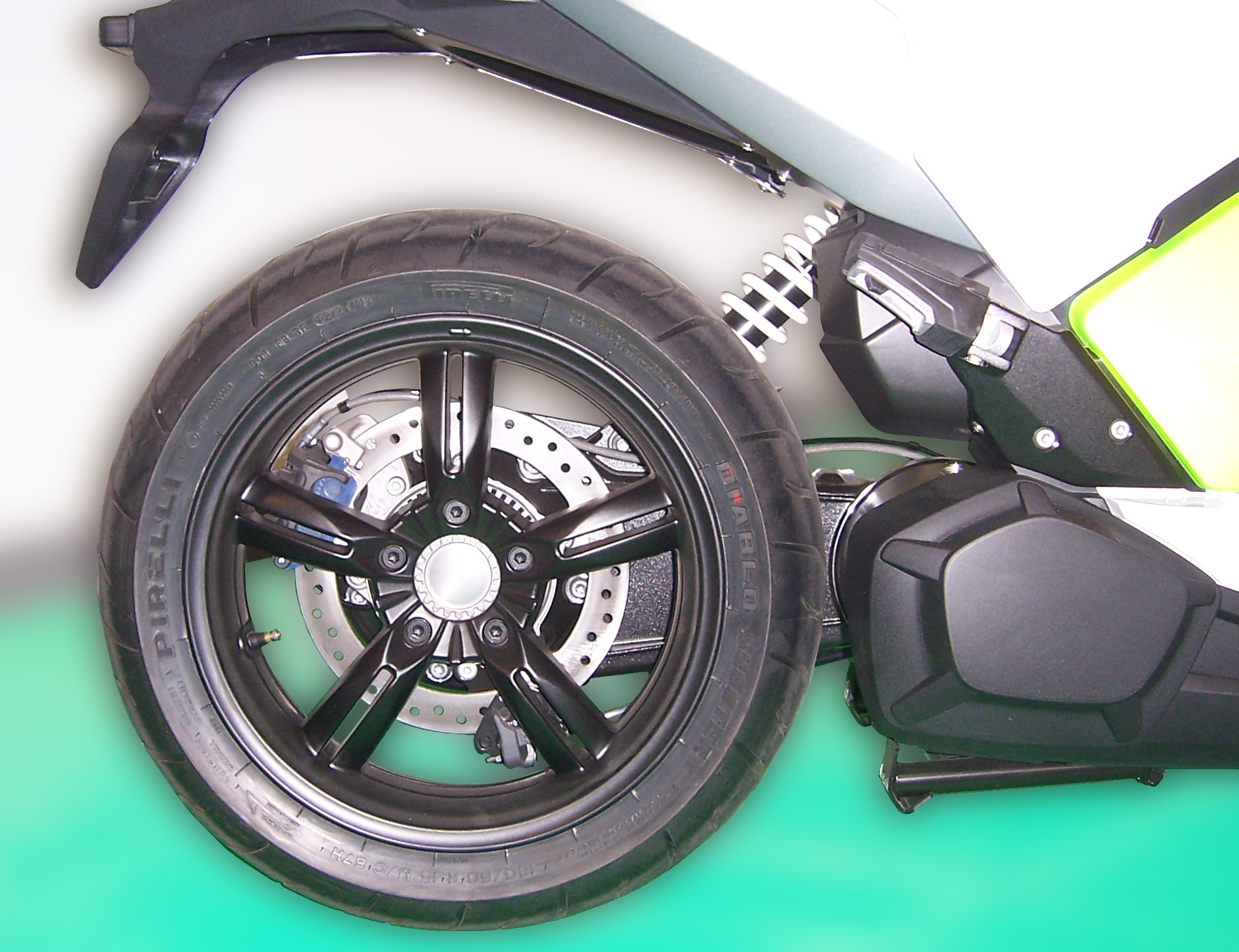
Triebsatzschwinge

Das Vorderrad wird von einer Upside-Down-Gabel geführt, das Hinterrad von einer Triebsatzschwinge mit Zahnriemen und Hohlradgetriebe an der Hinterachse.
Die Scheibenbremsen sind serienmäßig mit einem Antiblockiersystem ausgerüstet. Der Roller hat ebenfalls serienmäßig eine Traktionskontrolle (ASC).

## Technische Daten
| Kenngröße                 | Daten des C evolution | Daten des C evolution Long Range |
| ------------------------- | --------------------- | -------------------------------- |
| Dauerleistung             | 11 kW (15 PS)         | 19 kW (26 PS)                    |
| Spitzenleistung           | 35 kW (48 PS)         | 35 kW (48 PS)                    |
| Drehmoment                | 72 Nm                 | 72 Nm                            |
| Höchstgeschwindigkeit     | 120 km/h (abgeregelt) | 129 km/h (abgeregelt)            |
| Beschleunigung 0–50 km/h  | 2,8 s                 | 2,8 s                            |
| Beschleunigung 0–100 km/h | 7 s                   | 6,8 s                            |
| Leergewicht               | 275 kg                | 275 kg                           |
| Akkukapazität             | 8 kWh                 | 12,5 kWh                         |
| maximale Reichweite       | 100 km                | 160 km                           |

## Zubehör
Für den C Evolution gibt es als Zubehör ab Werk eine Alarmanlage, Heizgriffe und eine Komfortsitzbank. Als Zubehör sind darüber hinaus unter anderem ein Top Case, ein großer Tourenwindschild und ein Navigationsgerät zu bekommen.